# Pawieł Troszkin
Pawieł Troszkin (ros. Павел Трошкин, ur. 23 marca 1981) – rosyjski biegacz narciarski, dwukrotny medalista mistrzostw świata juniorów.
Po raz pierwszy na arenie międzynarodowej pojawił się w 2001 roku, startując na mistrzostwach świata juniorów w Szklarskiej Porębie. Zdobył tam złoty medal w sztafecie, a w biegu na 10 km stylem klasycznym był drugi. Nigdy nie wystąpił w zawodach Pucharu Świata. Nigdy też nie wystąpił na mistrzostwach świata ani igrzyskach olimpijskich.

## Osiągnięcia

### Mistrzostwa świata juniorów
| Miejsce | Dzień       | Rok  | Miejscowość      | Konkurencja             | Wynik     | Strata | Zwycięzca          |
| ------- | ----------- | ---- | ---------------- | ----------------------- | --------- | ------ | ------------------ |
| 9.      | 30 stycznia | 2001 | Szklarska Poręba | 30 km stylem dowolnym   | 1:29:55,6 | +32,6  | Sami Jauhojärvi    |
| 2.      | 1 lutego    | 2001 | Szklarska Poręba | 10 km stylem klasycznym | 29:00,2   | +3,1   | Kristian Horntvedt |
| 1.      | 4 lutego    | 2001 | Szklarska Poręba | Sztafeta 4x10 km        | 1:56:18,6 | -      | -                  |